# Michael Hossack
Michael Hossack (27. října 1946 Paterson, New Jersey, USA – 12. března 2012 Dubois, Wyoming, USA) byl americký rockový bubeník. V letech 1971-1973 byl členem skupiny The Doobie Brothers, do které se znovu vrátil v roce 1987 a s přestávkami se skupinou hrál až do své smrti. Sloužil ve vietnamské válce.